# Haplormosia monophylla
Haplormosia monophylla é uma espécie vegetal da família Fabaceae.
Pode ser encontrada nos seguintes países: Camarões, Costa do Marfim, Libéria, Nigéria e Serra Leoa.
Está ameaçada por perda de habitat.